# 圣维森特-德尔拉斯佩奇
圣维森特-德尔拉斯佩奇（西班牙語：San Vicente del Raspeig）是西班牙巴伦西亚自治区阿利坎特省的一个市镇。总面积41km2，总人口39666人（2001年），人口密度967人/km2。

## 友好城市
- 法國 利勒达博